# Fumio Nanri

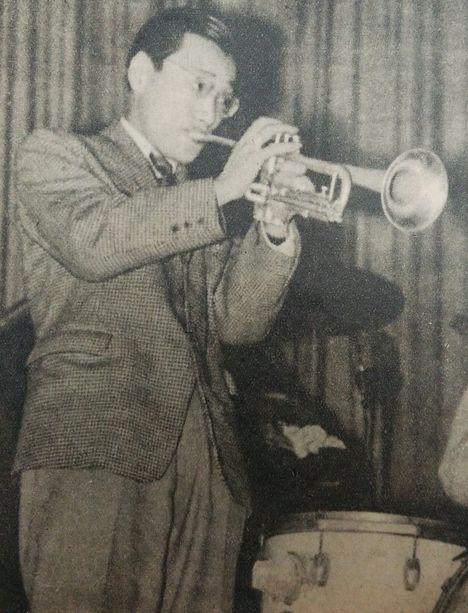
Fumio Nanri, 1948

Fumio Nanri (jap. 南里 文雄, Nanri Fumio; * 24. November 1910; † 4. August 1975) war ein japanischer Trompeter des Dixieland Jazz. Nanri, der als einer der ersten Jazzmusiker des Landes gilt, der außerhalb Japans Bekanntheit erlangte, wurde angeblich von Louis Armstrong als „Satchmo of Japan“ bezeichnet.

## Leben und Wirken
Nanri nahm 1934 in Tokyo eine Reihe von Jazzstandards für Columbia auf wie „Black and Blue“, „When the Saints Go Marching In“, „Dinah“ und „St. James Infirmary“, außerdem begleitete er als Mitglied der Columbia Japanese Jazz Band den Sänger Midge Williams („St. Louis Blues“). 1961 war er Mitglied der All-Stars-Band der japanischen Jazzzeitschrift Swing Journal. 1946 gründete er die von ihm geleitete Trad-Jazzband Hot-Peppers (ホットペッパーズ, Hotto Peppāzu); zu deren Besetzung gehörten 1948 unter anderem Hana Hajime, Toshiyuki Ichimura und Ichimura Toshiyuki. Obgleich er 1953 nahezu vollständig erblindete, trat er im August dieses Jahres mit dem in Japan weilenden Louis Armstrong auf. Zur Erinnerung an den verstorbenen Armstrong spielte er 1971 mit Bobby Hackett, Clark Terry und weiteren Musikern bei einem Trumpet Workshop.
Unter eigenem Namen entstand 1969 das Livealbum Fumio Nanri & New Orleans Rascals Jam Session at Red Arrow in Osaka. 1971/72 entstanden Aufnahmen mit der Sängerin Maki Asakawa (Blue Spirit Blues). Das Album Fumio Nanri Recital nahm er Anfang 1973 für Victor auf; posthum erschien sein letztes Album  南里文雄 (Farewell), das er 1974 mit Koichi Kawabe (Posaune), Eiji Kitamura (Klarinette), Shungo Sawada (Gitarre), Yuzuru Sera (Piano), Masanaga Harada (Bass) und Jimmy Takeuchi (Schlagzeug) eingespielt hatte und Standards wie „My Blue Heaven“, „Indiana“, „It’s Only a Paper Moon“ oder „Sweet Georgia Brown“ enthielt.  Im Bereich des Jazz war er zwischen 1934 und 1973 an 11 Aufnahmesessions beteiligt.
Nach ihm wurde 1973 der Fumio Nanri Award benannt, der einer der wichtigen jährlichen Jazzpreise Japans ist.